# Johann Karl Wilhelm Illiger
Johann Karl Wilhelm Illiger (19 de noviembre de 1775 - 10 de mayo de 1813) fue un entomólogo alemán.
Era el hijo de un comerciante en Brunswick. Estudió bajo la supervisión del entomólogo Johann Hellwig, y después trabajó en las colecciones zoológicas de Johann Centurius Hoffmannsegg.
Fue profesor y director del Museo Zoológico en Berlín desde su formación, en 1810, hasta su muerte.
Fue sutor de Prodromus systematis mammalium et avium (1811), un tratado sobre sistemática o taxonomía linneana. Influyó científicamente para la adopción del concepto taxa de familia.

## Trabajos
- Beschreibung einiger neuer Käfer, in: Schneider's entomologisches Magazin (1794)
- Nachricht von einer in etlichten Gersten- und Haferfeldern um Braunschweig wahrscheinlich durch Insecten verursachten Verheerung, in: Brauschweigisches Magazin 50 (1795).
- Verzeichniß der Käfer Preußens. Entworfen von Johann Gottlieb Kugelann (1798)
- Die Wurmtrocknis des Harzes, in: Braunschweigisches Magazin 49-50(1798)
- Die Erdmandel, in: Braunschweigisches Magazin 2 (1799)
- Versuch einer systematischen vollständigen Terminologie für das Thierreich und Pflanzenreich (1800)
- Zusatze und Berichte zu Fabricius Systema Eleutheratorus. Magazin fur Insektenkunde 1. viii + 492 pp.(1802)
- Über die südamerikanischen Gürtelthiere, in: Wiedemann's Archiv für die Zoologie (1804)
- Die wilden Pferde in Amerika, in: Braunschweigisches Magazin 7/(1805)
- Nachricht von dem Hornvieh in Paraguay in Südamerika, in: Braunschweigisches Magazin 15-16 (1805)
- Nachlese zu den Bemerkungen, Berichtigungen und Zusatzen zu Fabricii Systema Eleutheratorum Mag. fur Insektenkunde. 6:296-317 (1807)
- Vorschlag zur Aufnahme im Fabricischen Systeme fehlender Kafergattungen. Mag. fur Insektenkunde 6:318-350 (1807)
- Illiger, J.K.W. (1811). Prodromus systematis mammalium et avium additis terminis zoographicis utriusque classis, eorumque versione germanica (en latín). xviii + 302 pp. Berolini (Berlín): C. Salfield. Disponible en Biodiversitas Heritage Library. doi:10.5962/bhl.title.106965.
- Überblick der Säugthiere nach ihrer Vertheilung über die Welttheile. Abh. K. Akad. Wiss. Berlín, 1804-1811: 39-159 (1815)

## Abreviatura (zoología)
La abreviatura Illiger  se emplea para indicar a Johann Karl Wilhelm Illiger como autoridad en la descripción y taxonomía en zoología.